# Други принцип термодинамике
Други принцип термодинамике наводи да се укупна ентропија изолованог система никада не може смањити током времена. Укупна ентропија система и његовог окружења може да остане константна у идеалним случајевима где је систем у термодинамичкој равнотежи, или се у њему одвија (фиктивни) реверзибилни процес. У свим процесима који се јављају, укључујући спонтане процесе, укупна ентропија система и његовог окружења се повећава и процес је неповратан у термодинамичком смислу. Пораст ентропије објашњава неповратност природних процеса, и асиметрију између будућности и прошлости. Други принцип термодинамике одређује смер топлотних процеса: топлота никада не прелази спонтано са тела које има нижу температуру на тело које има вишу температуру. Поред смера топлотних процеса, други принцип термодинамике показује немогућност постојања перпетуум мобиле друге врсте.
Историјски, други закон је био емпиријски налаз који је био прихватан као аксиом термодинамичке теорије. Статистичка механика, класична или квантна, објашњава микроскопско порекло закона.
Други закон је био изражен на много начина. Његову прву формулацију је произвео француски физичар Сади Карно, који је 1824. године показао да постоји горња граница ефикасности конверзије топлоте у рад, у топлотној машини.

## Дефиниције другог принципа термодинамике
Постоји више дефиниција другог принципа термодинамике а најпознатија су Клаузијусово, Планково, Болцманово, Карноово.
Клаузијусово начело: Ентропија изолованог система није равнотежна, већ временом тежи да се приближи максимуму.
Планково начело: Немогуће је конструисати машину са периодичним дејством која не ради ништа друго осим што подиже терет и хлади топлотни резервоар. Други закон термодинамике указује нам да процес претварања топлоте у рад (а према томе и хлађење тела које одаје топлоту) не појављује као једини исход овог процеса, већ морају постојати и други резултати.
Карно: Највећи коефицијент корисног дејства топлотне машине не зависи од врсте тела које посредује и потпуно је одређен почетном и крајњом температуром рада машине.

## Перпетуум мобиле друге врсте
Први принцип термодинамике оставља теоријску могућност да се сва количина топлоте претвори у рад. Ако бисмо били у могућности да конструишемо такву машину која би потпуно претворила топлоту у користан рад, а да овој машини не треба хладњак, она би била перпетуум мобиле друге врсте.
То значи да не постоји могућност претварање целокупне топлоте у користан рад без губитака енергије.
Перпетуум мобиле прве врсте и перпетуум мобиле друге врсте, међусобно се не искључују.

## Статистички смисао другог принципа термодинамике
Лудвиг Болцман је дефинисао други принцип термодинамике са статистичког становишта:
„Изолован и препуштен самом себи термодинамички систем ће прећи из мање вероватног у вероватније стање“.
Претпоставимо да имамо посуду у којој се налазе два гаса међусобно одвојена преградом (на слици фаза 1). Након уклања преграде гасови ће прећи из мање вероватног стања (на слици стање до под бројем 1) у вероватније стање (на слици стање под број 2). Значи већа је вероватноћа да ће доћи до мешања два гаса пре него да ће остати у првобитном стању. Ентропија система се повећала.
{\displaystyle \Delta S\geq 0}
У затвореним системима ентропија може само да расте достижући максимум у стању термодинамичке равнотеже.

## Примена другог принципа термодинамике
Расхладни уређаји раде као примена другог принципа термодинамике. Клима-уређаји хладе просторију на основу загревања спољашњег ваздуха.

## Временске стреле
Временске стреле дају времену смер и разликују прошлост од будућности.
Зашто не можемо да видимо како се разбијена чаша на поду сама враћа назад на сто?
Разлог лежи у другом принципу термодинамике. Током времена ентропија неког система се повећава или остаје константна, она се никада не смањује.
Постоје три временске стреле.

## Максвелов демон
Све је заправо потекло од чувеног шкотског математичара и физичара Џејмса Клерка Максвела (1831—1879). Максвел је осмислио један мисаони експеримент уз помоћ кога је желео да оспори други закон термодинамике.
Замислимо такође једну кутију у којој се налазе два гаса. Кутија је издељена на два дела А и Б. Кутија је преграђена и само створење (демон) која се налази на средини кутије има могућност да пропушта молекуле. Том демону дата је могућност да пропушта само брзе молекуле из дела А у део Б, и да пропушта само споре молекуле из дела Б у део А.

## Више чињеница
Ентропија свемира се стално повећава.
За црне рупе такође важи други принцип термодинамике. Ентропија у њима расте, што значи да имају температуру и извесно зрачење (Хокингово зрачење).
Економиста Николас Георгеску-Реген показао је the значај закона о ентропији у пољу економије (његов рад Закон ентропије и процеси у економији (The Entropy Law and the Economic Process (1971), Harvard University Press)).